# Salkowe (obwód kirowohradzki)
Salkowe (ukr. Салькове) – osiedle typu miejskiego na Ukrainie, w obwodzie kirowohradzkim, w rejonie hołowaniwskim, w hromadzie Zawalla. W 2001 liczyło 2010 mieszkańców, spośród których 1936 wskazało jako ojczysty język ukraiński, 58 rosyjski, 13 mołdawski, 1 bułgarski, 1 białoruski, a 1 inny.